# Eriopyga inferma
Eriopyga inferma là một loài bướm đêm trong họ Noctuidae.